# Bakula
Bakula je priimek v Sloveniji, ki ga je po podatkih Statističnega urada Republike Slovenije na dan 1. januarja 2010 uporabljalo 14 oseb in je med vsemi priimki po pogostosti uporabe uvrščen na 15.738. mesto.

## Znani tuji nosilci priimka
- Andrea Bakula (*1981), hrvaški namiznoteniški igralec
- Marjan Bakula (*1966), hrvaški nogometaš
- Scott Bakula (*1954), ameriški igralec